# CANDU
| 1 | 연료봉                    | 8  | 핵연료 탑재기 |
| 2 | 컬랜드리아 (노심)         | 9  | 중수 (감속재) |
| 3 | 제어봉                    | 10 | 압력관        |
| 4 | 가압기                    | 11 | 증기          |
| 5 | 증기발생기                | 12 | 복수기        |
| 6 | 경수 펌프                 | 13 | 격납건물      |
| 7 | 중수 펌프 (1차 냉각 장치) |    |               |

캔두 원자로의 간략도. 원자로를 순환하는 계통은 노란색과 주황색으로 되어 있고, 열교환기를 거쳐 터빈으로 들어가는 계통은 빨강과 파랑으로 되어 있다. 칼란드리아관 안에 있는 중수는 분홍색으로 칠해져 있고, 여기에 부분적으로 제어봉이 삽입되어 있다.

CANDU(CANada Deuterium Uranium)는 캐나다가 독자적으로 개발한 가압 중수로이다. CANDU는 1950년과 1960년 중반에 캐나다 원자력 공사(Atomic Energy of Canada Limited, AECL)와, 온타리오 수력발전 위원회(Hydro-Eletric Power Commission of Ontario)의 협력으로 만들어졌다. CANDU라는 이름은 AECL의 등록상표인데, 이 이름은 캐나다형 중수로(CANada Deuterium Uranium)에서 따온 말이다. CANDU는 중성자 감속재로 중수를 사용하며, 천연 우라늄을 연료로 사용한다. 현재 대한민국에서도 경상북도 경주시에 있는 월성 원자력 발전소에서 CANDU 원자로를 가동하고 있다.

## 중수를 사용하는 이유
노심 안에서 일어나는 핵분열을 유지시키는 열쇠는 핵분열이 일어날때, 다른 핵들을 분열시킬 중성자를 많이 이끌어내는 것이다. 중성자의 개수를 기하학과 반응 정도를 보면서 주의깊게 조정을 하면, 중성자는 연쇄반응을 이끌어내게 되고, 이 상태가 흔히 말하는 임계라고 하는 상태이다.
천연 우라늄은 많은 동위원소를 포함하고 있는데, 특히 238U와 그보다 더 작은(우라늄 무게의 0.72%)무게를 차지하는 235U로 대부분 구성되어 있다. 238U는 약 1메가전자볼트보다 더 강한 중성자를 받아서 분열을 하게 되지만, 절대로 238U는 임계를 일으키지 않지만, 몇몇 흡수된 중성자들이 분열 과정을 이끌어내게 된다. 235U은 이와 반대로, 지속된 연쇄반응을 이끌어내지만, 자연상태에서는 너무나 적게 분포된235U 때문에, 천연 우라늄은 스스로 임계상태까지 오르지 못한다.
원자로를 가동시키는 요령은 연쇄반응을 일으킬 충분한 235U와 분열할 약한 중성자를 이용하는 것이다. 여기에는 중성자 감속재가 필요한데, 이 감속재는 중성자의 운동 에너지를 흡수해, 원자로에서 반응을 일으킬만큼 속도를 줄이는 역할을 하게 된다(이 에너지가 낮추어진 중성자를 열중성자라고 한다). 이 과정으로 중성자가 우라늄을 좀 더 많이 분열시킬수 있게 된다.
이때 물은 매우 좋은 감속재가 된다. 물 분자내의 수소 원자가 빠른 중성자 덩어리와 매우 가까워지게 되면, 그 결과로 높은 위치 에너지로 옮아가게 된다. 그러나 물은 종종 중성자를 흡수하기 때문에, 쓸만한 중성자는 거의다 흡수해버리고, 연료속의 235U가 분열할 중성자가 없어지게 된다. 그래서 물을 감속재로 사용할때에는 천연 우라늄을 연료로 바로 넣지않고, 약간 농축을 해서 집어 넣게 된다. 그런 이유로 대부분의 경수로에서는 235U을 좀 더 농축해서 집어넣게 되는데, 약 총 무게의 3 ~ 5%정도의 235U를 농축하여 쓴다. 농축 우라늄으로 물을 감속재로 쓰면서도 임계를 지속시킬수 있게 된다.
이렇게 농축 우라늄을 쓰기 위해선 우라늄 농축시설을 지어야 하는데, 이 시설은 건설과 운영이 매우 비싸다. 그리고 235U를 농축하는 시스템은 "순수한" 무기급 우라늄(총 무게중 90%이상의 235U)으로 인해서 핵확산문제와 매우 연관이 있다. 물론 사용자는 제조된 연료 집합체를 사오는 걸 선택할 수도 있고, 연료를 재처리할 수 있는 걸 선택할 수도 있다.
이 문제의 해결책은 감속재로 쓰는 물이 중성자를 흡수하지 않으면 된다. 이 경우에는 중성자를 감속시키면서, 임계상태를 유지시킬만한 자연상태의 우라늄속의235U이 필요하다. 이에 대한 감속재로는 중수소와 산소가 결합한 중수가 있다. 비록 경수에서 반응하는 것과 비슷한 반응이 나오지만, 중수는 경수보다 더 적은 중성자를 흡수한다.
중수는 CANDU 시스템의 중추역할을 하는데, 중수 덕택에 천연 우라늄을 연료에 집어 넣을 수 있는 장점이 있다(세라믹 형태의 UO2). 중수를 사용함으로써 비싼 우라늄 농축시설이 필요없게 되고, 추가적으로 CANDU의 역학적인 배열로 인해, 많은 감속재들이 낮은 온도에 있게 되어 더욱 능률적으로 운전할 수 있을 수 있다. 또한 CANDU는 천연우라늄뿐 아니라 농축 우라늄, 심지어 MOX 연료도 태울수 있다.

## 가동되는 CANDU 원자로들
현재 세계에는 29개의 CANDU 원자로가 분포되어 있고, 인도에서 CANDU를 모방한 11개의 원자로를 짓고 있다(이 원자로는 CANDU 디자인으로 개발되고 있었는데, 인도가 핵실험을 하고 난후, 캐나다는 인도와의 모든 원자력 거래를 중단해버렸다).
캔두가 위치하고 있는 나라들과 캔두의 개수는 다음과 같다:
- 캐나다 - 18 (+2 재사용, +6 해체)
- 대한민국 - 4
- 중국 - 2
- 인도 - 2
- 아르헨티나 - 1
- 루마니아 - 1
- 파키스탄 - 1